# Миноносцы типа D-1
Дивизионные миноносцы типа D-1 — тип дивизионных миноносцев германского императорского флота, строившийся с 1886 года и состоявший на службе вплоть до Первой мировой войны. Всего было построено 6 миноносцев этого типа (в 3 сериях). В 1903—1906 году миноносцы D-1 — D-5 были переоборудованы в яхты-тендеры и корабли охраны рыболовства. D-6 был переоборудован в 1915 году в сторожевой корабль.

## Энергетическая установка
На кораблях типа в качестве ГЭУ были установлены 1 трёхцилиндровая паровая машина (тройного расширения) общей мощностью 2020 −3200 л. с. (в зависимости от серии) и 2 локомотивных котла с давлением 12-13 атмосфер. Максимальные запасы топлива на миноносцах первых двух серий составляли 55/56 тонн угля. На миноносцах последней серии они были увеличены до 98 тонн.

## Вооружение
Миноносцы вооружались 6х5 37-мм орудиями Гочкиса. Торпедное вооружение эсминцев состояло из 3х1 350-мм торпедных аппаратов (с 1895 года).